# Fayette McMullen

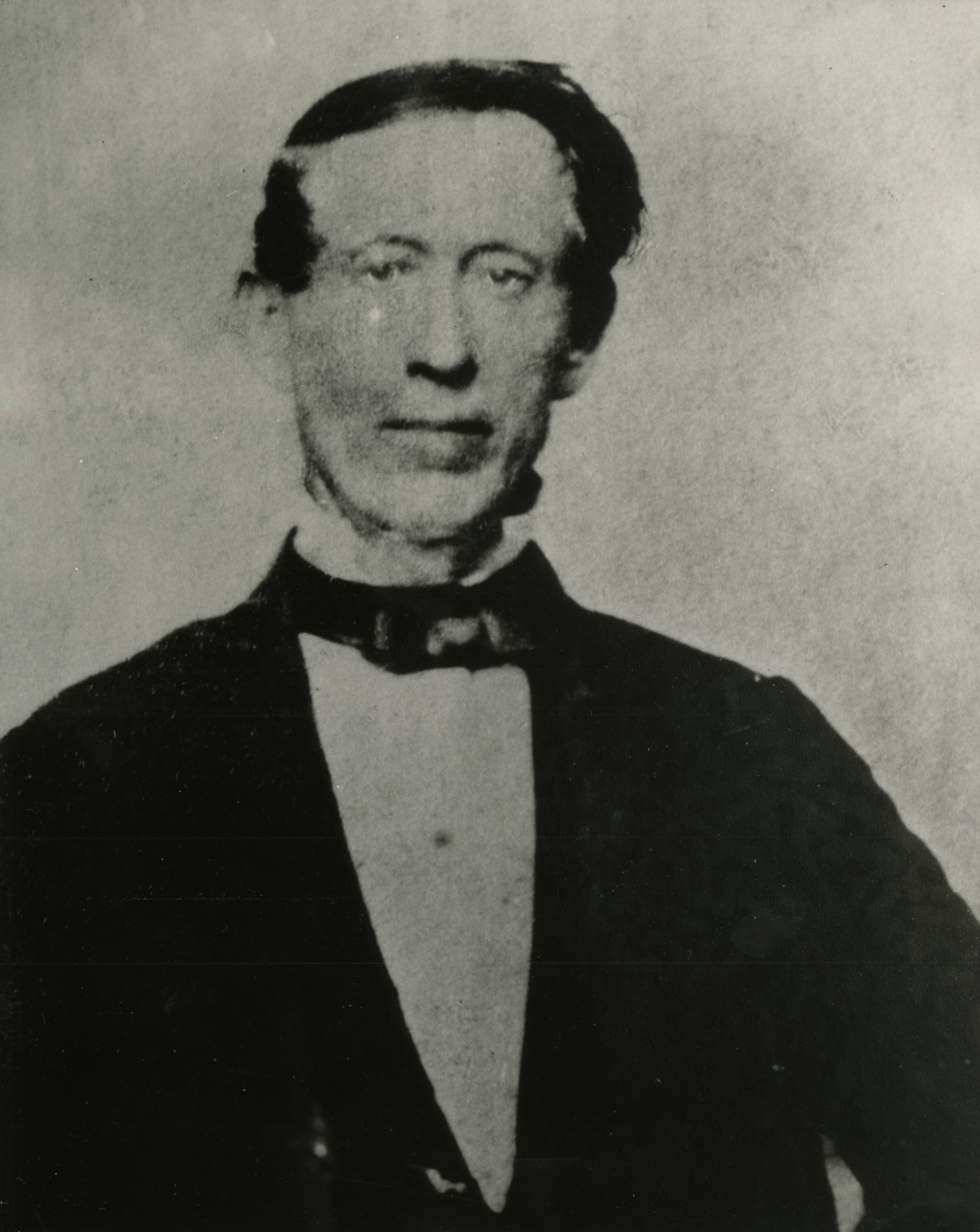
Fayette McMullen

Fayette McMullen (* 18. Mai 1805 in Estellville, Scott County, Virginia; † 8. November 1880 in Wytheville, Virginia) war ein US-amerikanischer Politiker und von 1857 bis 1859 der zweite Territorialgouverneur von Washington.

## Frühe Jahre und politischer Aufstieg
Fayette McMullen war der Sohn von John McMullen und dessen Frau Mary Wysong; er hatte zwei Brüder, Mathew und Andrew J.
Er wurde in Privatschulen erzogen und arbeitete dann als Kutscher. Schon früh war er Mitglied der Demokraten und wurde für sie im Jahr 1839 in das Abgeordnetenhaus von Virginia gewählt. Dort verblieb er bis 1849. Anschließend wurde er als Vertreter Virginias in das US-Repräsentantenhaus gewählt. Dieses Mandat behielt McMullen bis zum Jahr 1857. In den Jahren 1852 und 1856 war er Delegierter zu den Democratic National Conventions.

## Gouverneur im Washington-Territorium
Im Jahr 1857 wurde McMullen von US-Präsident James Buchanan als Nachfolger von Isaac Ingalls Stevens zum neuen Gouverneur im Washington-Territorium ernannt. McMullen übte dieses Amt zwei Jahre lang bis 1859 aus. Dort musste er sich mit den Folgen der unglücklichen Politik seines Vorgängers auseinandersetzen, der die Indianer gegen die Weißen aufgebracht hatte.
1858 heiratete McMullen Mary (Polly) Wood, die Tochter des Sheriffs von Scott County, Jonathan Wood II.

## Weiterer Lebenslauf
Nach seiner Rückkehr nach Virginia blieb er der Politik treu. Im Jahr 1863 wurde er in das Repräsentantenhaus des zweiten Konföderiertenkongresses gewählt. Dort verblieb er bis zum Untergang der Konföderierten Staaten im April 1865. Nach dem Bürgerkrieg war McMullen in der Landwirtschaft und im Bankwesen tätig. Im Jahr 1878 kandidierte er erfolglos für das Amt des Gouverneurs von Virginia. Er starb am 8. November 1880 bei einem Eisenbahnunfall in Wytheville und wurde in Marion beigesetzt.